# Veer-Zaara
Veer-Zaara, indisk film från 2004. 

## Rollista (i urval)
- Shahrukh Khan
- Rani Mukerji
- Preity Zinta
- Amitabh Bachchan
- Hema Malini